# Духи стихій

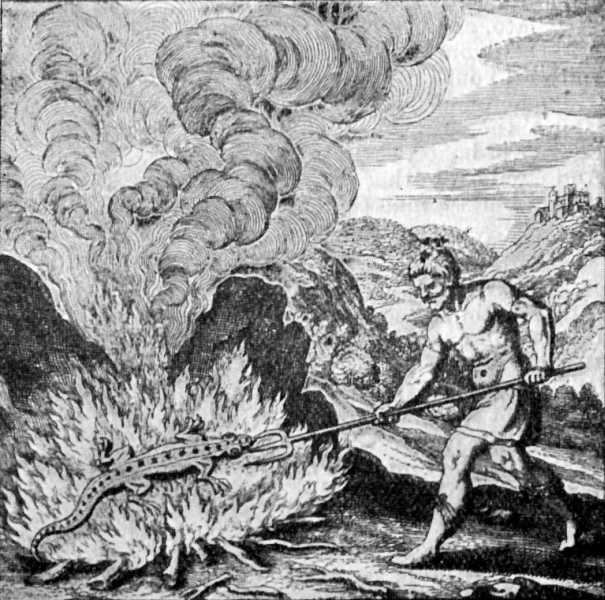
Саламандра — елементал вогню

Духи стихій (вони ж стихійники, елементали, елементалі, живолаки тощо) — у середньовічній натурфілософії, окультизмі та алхімії істоти, що відповідають елементам (стихіям) світу, символи елементів та їх охоронці.
У художніх творах, переважно літературі, настільних іграх та відеоіграх, стихійником є істота, що належить до певного елементу вигаданого світу або навіть і складається з нього. Наприклад, водяний стихійник, вогняний стихійник, стихійник магії тощо.
В українських перекладах польського фентезі Анджея Сапковського трапляється назва «живолаки» — від польського слова żywiołak, порівн. з українським «живло» (застаріле — «стихія», «елемент»). Назву «Живолак» носить також польський музичний гурт відповідного спрямування.

## Історія

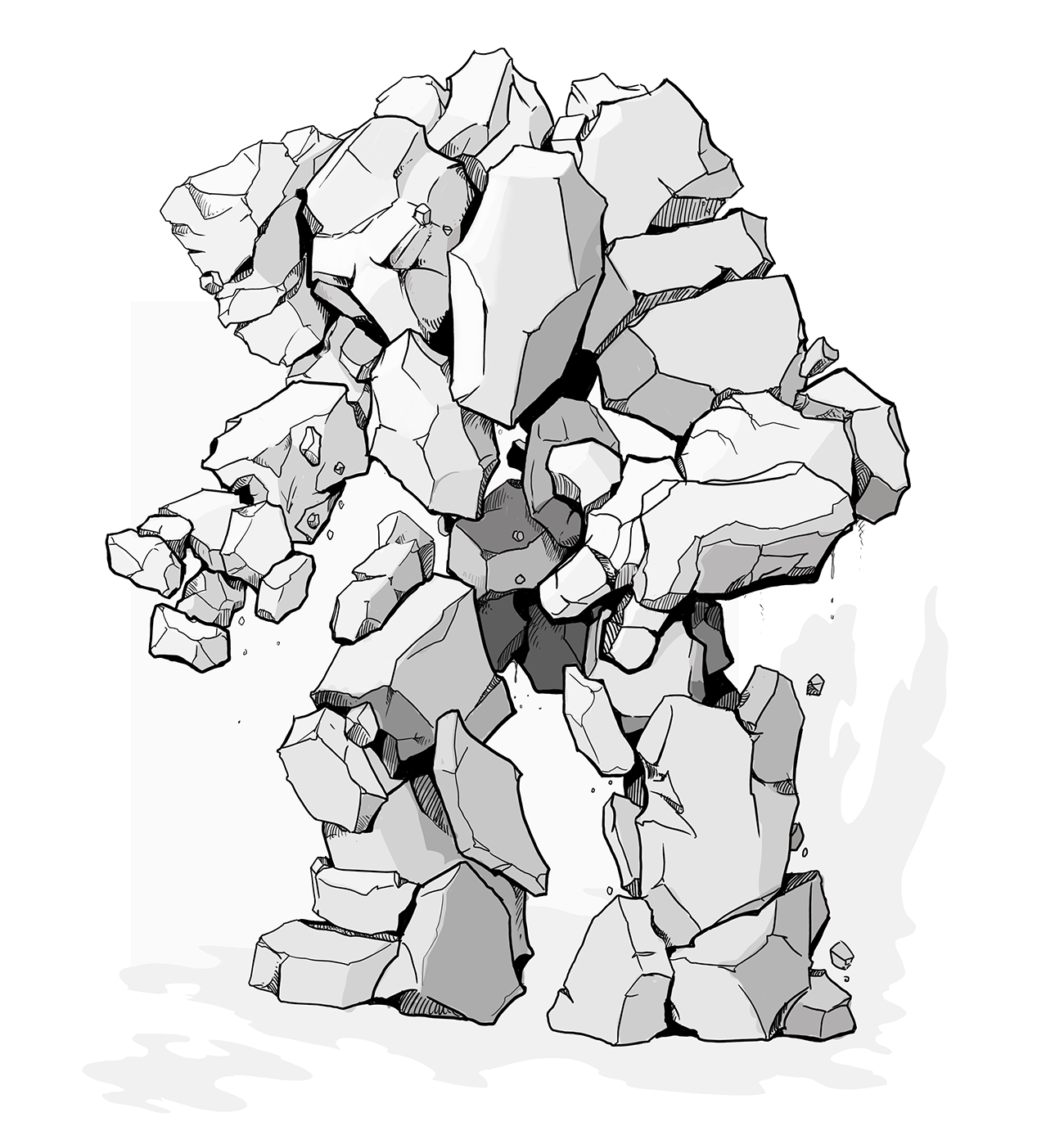
Сучасний образ елементала (камінний елементал в Dungeons & Dragons)

Розвиток ідеї чотирьох елементів, землі, води, вогню і повітря, приписується Емпедоклу, Платону та Аристотелю. За Аристотелем світ складається із цих чотирьох елементів і п'ятого елемента  — етеру, або початку руху. Перші чотири визначають різні якості всіх речей світу, відповідно до пропорцій у їх складі. При цьому кожному елементу відповідає певна геометрична фігура.
Ідея була розвинена алхіміком епохи Відродження Парацельсом. Його думки про елементи та елементалів викладено в праці «Liber de Nymphis». За ним стихійники є божими творіннями, як і людина. Бог створив їх, щоб кожен вид охороняв свою стихію та приховував її таємниці. Так, гноми оберігають рудні шахти від спустошення їх людьми. Стихійники не мають душі, після смерті вони розчиняються в тій стихії, якій відповідають.
Зі стихіями пов'язувалися різні мітичні істоти національних мітологій. Наприклад, Парацельс писав, що латинські німфи відповідають ундинам з німецької мітології. Окультист Поль Седір писав про духів стихій: «всяка істота, згідно кабали, кожна травинка, кожен камінь має свого духа», перераховуючи в тому числі тролів, наяд та ін. Елементалам приписувалося спричинення стихійних лих, здійснення обвалів, ураганів. Також уявлялося, що вони входять до складу людського тіла, представляючи душу різних органів. В спіритизмі елементали є нижчими духами і стоять нижче демонів і ангелів у небесній ієрархії.
Деякі окультисти вважали, що стихійники складаються виключно зі свого елементу. Наприклад, стихійник води — з рідкої води, пари та льоду.

## Види духів стихій
Традиційний поділ духів стихій, згідно елементів природи, включає такі різновиди:
- Гноми (пігмеї) — стихійники землі. Саме слово «гном» було неологізмом, введеним Парацельсом. Він описував гномів як людиноподібних низькорослих істот, здатних рухатися крізь земну твердь з такою ж легкістю, як люди переміщуються по її поверхні. За народними повір'ями, істоти, які відповідають сучасному поняттю гномів — цверґи, нібелунґи, — зберігають підземні скарби.
- Саламандри (вулкани) — стихійники вогню. Вважалося, що таким елементалом є земноводне саламандра. Аристотелем і Плінієм відзначалося нібито коли кинути саламандру у вогонь, він погасне, оскільки сама саламандра холодна. Також вважалося, що саламандру можна викликати, фокусуючи сонячні промені. За іншими уявленнями, саламандри виглядають як люди. У близькосхідної мітології їм відповідають іфрити.
- Сильфи (сильвестри) — стихійники повітря. Описувалися як красиві дівчата з крилами, здатні літати та ставати невидимими. Пізнішими алхіміками та окультистами, як Холлом Менлі Палмером, їм припусувалася здатність формувати хмари та сніжинки.
- Ундини (німфи) — стихійники води, часто ототожнюються з русалками. Зазвичай зображуються як дівчата, іноді з риб'ячими хвостами.